# Grab der Hirschjagd

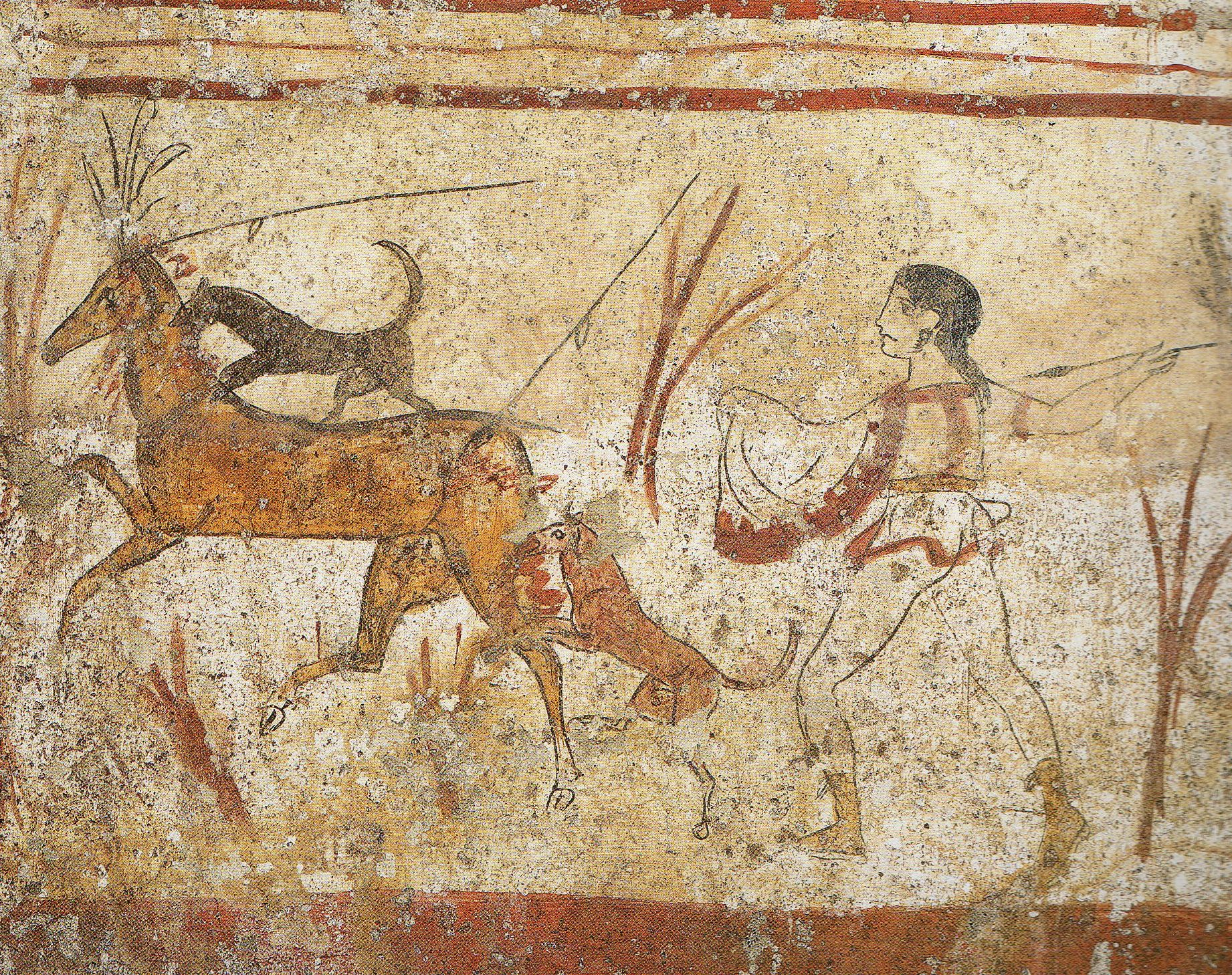
Die Hirschjagd

Das Grab der Hirschjagd ist ein Männergrab aus der Zeit um 365 v. Chr., das bei Paestum gefunden wurde. Seine Überreste werden im Archäologischen Nationalmuseum in Paestum verwahrt.

## Grabplatten
Die Malereien auf der Innenseite der Grabkammer stammen laut Bernard Andreae höchstwahrscheinlich vom selben Maler wie die des Grabs des heimkehrenden Ritters.
Hatte man bis 2007 angenommen, dass die namengebende Malerei sich auf der Platte an der Westseite des Grabes befunden hatte, so stellte sich bei der Vorbereitung einer Ausstellung heraus, dass diese Platte offenbar an die Kopfseite, also ans östliche Ende des Grabes, gehörte. Der langhaarige, gestiefelte und mit einem rot bordierten kurzen Gewand bekleidete Jäger, der seinen Mantel oder Umhang über den linken Arm geworfen hat, steht nach links gewandt in der rechten Bildhälfte und holt mit dem rechten Arm aus, um einen Speer nach einem Hirsch zu werfen, der die linke Bildhälfte einnimmt. Das Tier ist bereits durch zwei weitere Waffen am Kopf und am linken Hinterschenkel getroffen worden und blutet außerdem aus den Bissen, die ihm zwei Jagdhunde zugefügt haben: Ein dunkler Hund hat sich von hinten her in den Hals des Hirsches verbissen, ein rötlichbrauner ins linke Hinterbein. Die Landschaft, in der sich diese Szene abspielt, ist durch Pflanzen angedeutet, auch stehen Jäger, Hirsch und Hunde nicht unmittelbar auf dem rotbraunen Rechteck, das die Malerei nach unten hin abschließt und in gleicher Höhe auf allen vier Platten des Grabes zu finden ist, sondern weiter oben im Raum. Eine gewisse perspektivische Wirkung wird auch durch die Überschneidungen der Figuren erreicht. Das Giebelfeld der fünfeckigen Platte ist durch ein Zweigmotiv zwischen zwei roten Linien von diesem Bild abgegrenzt und zeigt eine Art Kranz zwischen zwei Granatäpfeln. 
Auf der gegenüberliegenden Schmalseite des Grabes taucht dieser Kranz zwischen zwei Granatäpfeln im quadratischen unteren Teil der Platte wiederum als Motiv auf, während vier weitere Granatäpfel das Giebelfeld füllen. 

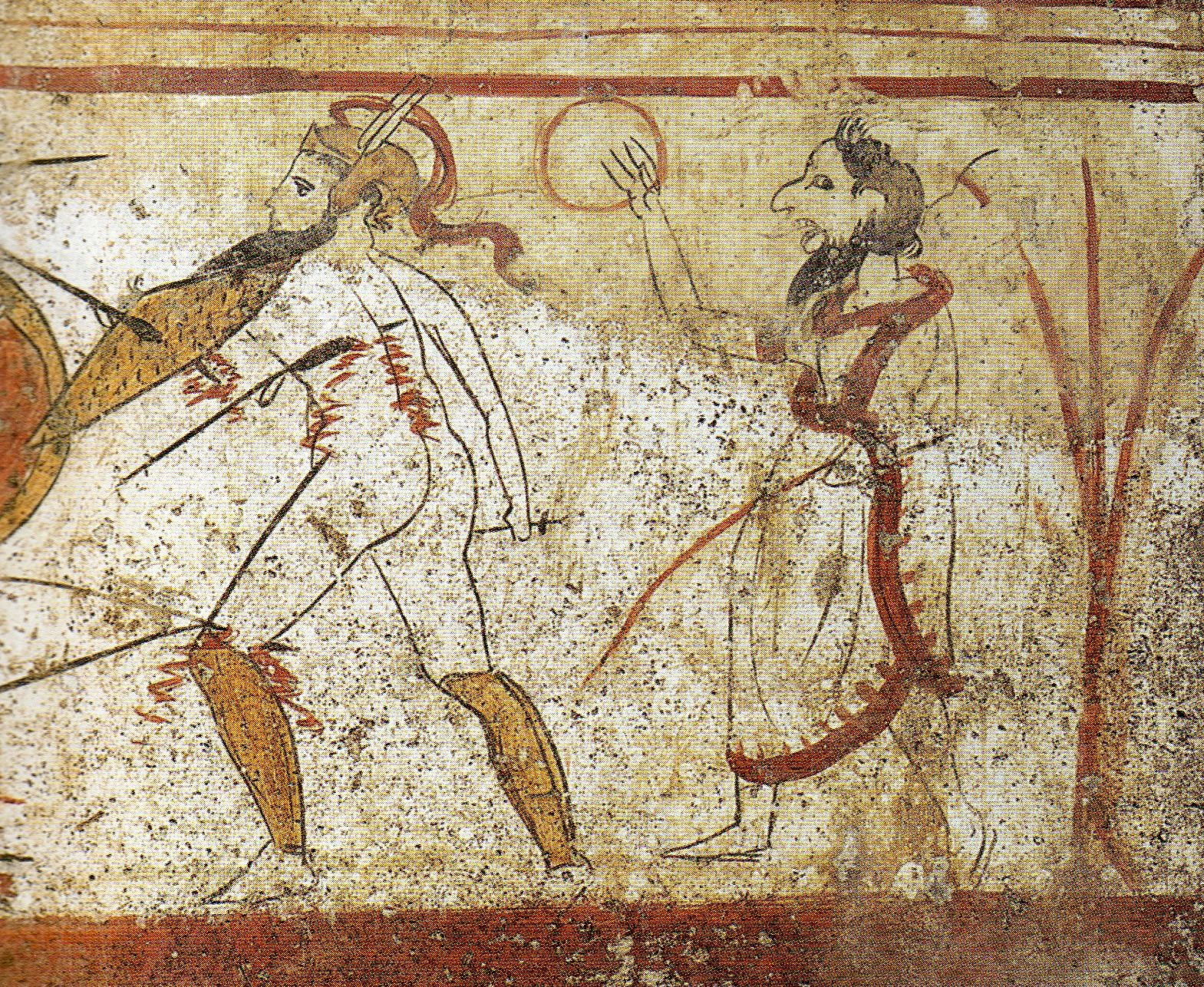
Kämpfender und Schiedsrichter

Die Malereien auf den Längsplatten zeigen Szenen aus den Leichenspielen, wie sie in ähnlicher Form auch bei den als älter angesehenen Gräbern der Granatäpfel und des heimkehrenden Ritters  vorgefunden wurden. Die eine Längsplatte zeigt links zwei nackte Boxkämpfer, von denen der eine dunkelhäutig ist und die von einem Flötenspieler beobachtet werden, der ein langes, rot bordiertes Gewand und eine Phorbeia trägt. Anders als bei den genannten zwei Gräbern ist die zweite Szene von der ersten nicht durch eine Säule getrennt, sondern schließt sich rechts nahtlos an: Zwei gerüstete Krieger bekämpfen einander mit Lanzen. Es fließt dabei, wie auch auf der Darstellung der Hirschjagd, Blut, und der Schiedsrichter am rechten Bildrand, der mit der rechten Hand eine Art Reifen oder Kranz erhebt, scheint mit geöffnetem Mund eingreifen zu wollen. Allerdings ist sein Blick nicht auf die beiden blutenden Kontrahenten gerichtet, sondern nach hinten. Die Körper der hellhäutigen Personen sind durch dunkle Umrisslinien gezeichnet und haben dieselbe Farbe wie der Hintergrund. Auffallend sind die weit vorspringende Hakennase und der aufgerissene Mund des Schiedsrichters, in dem die Zähne zu sehen sind, sowie sein rollendes Auge. Das Bild auf der zweiten Längsplatte zeigt die aus den älteren Gräbern bekannte Wagenrennenszene; der vordere Wagenlenker hat diesmal schon die Säule in der Bildmitte passiert und scheint sein Gespann gerade in eine Kurve zu lenken. Der Kopf des linken, fuchsfarbigen Pferdes ist gegen den Hals gedrückt und möglicherweise dem Betrachter zugewandt – die Platte weist hier einige Schäden auf –, während der Rappe, der rechts eingespannt ist, offenbar freiere Zügel hat und noch in die bisherige Fahrtrichtung zu blicken scheint. Ein drittes Paar Hinterbeine, das nur im Umriss skizziert, aber nicht mit Farbe ausgefüllt wurde, ist offenbar der Überrest einer Verzeichnung beim ersten Gespann. Einzelheiten des hinteren Gespannes sind wegen des schlechten Erhaltungszustandes der Malerei kaum zu erkennen. Über den Pferderücken sind rote Girlanden zu sehen, wie sie auch bei älteren Gräbern aus derselben Nekropole zu finden sind.

## Grabbeigabe
Ein rotfiguriger Skyphos aus dem Umkreis des Sydney-Malers wurde als Grabbeigabe im Grab gefunden. Er ist 12,8 cm hoch und zeigt auf der einen Seite eine bekleidete Mänade mit Tympanon und Fackel, auf der anderen Seite einen Jüngling mit Mantel, der ebenfalls in der rechten Hand eine Fackel trägt.

## Ausstellung
Die Grabplatten und der Skyphos wurden 2007 im Rahmen einer Ausstellung in Hamburg und im Martin-Gropius-Bau in Berlin gezeigt. Dort konnten die Platten zur Grabkammer zusammengefügt präsentiert werden, was in Paestum wegen ihres hohen Gewichtes nicht möglich ist.